# حارة جول مهدي (أحور)
جول مهدي هي إحدى حارات حي مايو بمدينة أحور التابعة لمحافظة أبين، بلغ تعداد سكانها 364 نسمة حسب تعداد اليمن لعام 2004.